# Heliococcus xerophilus
Heliococcus xerophilus är en insektsart som beskrevs av Matesova 1968. Heliococcus xerophilus ingår i släktet Heliococcus och familjen ullsköldlöss.
Artens utbredningsområde är Kazakstan. Inga underarter finns listade i Catalogue of Life.